# Etten-Leur
Etten-Leur ist eine Gemeinde in den Niederlanden im Westen der Provinz Noord-Brabant. Sie hat 45.475 Einwohner (Stand 1. Januar 2025) und eine Fläche von 55,9 km². Etten-Leur ist aus dem Zusammenschluss der Gemeinden Etten, Leur und mehreren kleineren Ortschaften entstanden.
Die Gemeinde liegt zwischen den Städten Breda im Osten und Roosendaal im Westen an der Autobahn 58 (E312). Amsterdam liegt gut 90 km nördlich. Der Ort hat eine Bahnstation an der Strecke Bahnstrecke Roosendaal–Breda und ist darüber mit Tilburg und Vlissingen verbunden. Der nächste Flughafen befindet sich bei der Stadt Rotterdam, die etwa 40 km nordnordwestlich liegt.

## Politik
Die Lokalpartei Algemeen Plaatselijk Belang konnte die letzte Kommunalwahl am 16. März 2022 mit 20,6 Prozent der Stimmen für sich entscheiden. In der Legislaturperiode 2018–2022 formte sie mit der CDA und der VVD eine Koalition.

### Gemeinderat
Der Gemeinderat wird seit 1982 folgendermaßen gebildet:
| Partei                              | Sitze a | Sitze a | Sitze a | Sitze a | Sitze a | Sitze a | Sitze a | Sitze a | Sitze a | Sitze a | Sitze a |
| Partei                              | 1982    | 1986    | 1990    | 1994    | 1998    | 2002    | 2006    | 2010    | 2014    | 2018    | 2022    |
| ----------------------------------- | ------- | ------- | ------- | ------- | ------- | ------- | ------- | ------- | ------- | ------- | ------- |
| Algemeen Plaatselijk Belang         | –       | –       | 4       | 7       | 7       | 5       | 6       | 7       | 6       | 6       | 6       |
| Ons Etten-Leur                      | –       | –       | –       | –       | –       | 2       | 3       | 3       | 3       | 5       | 5       |
| CDA                                 | 11      | 10      | 9       | 6       | 5       | 7       | 6       | 5       | 6       | 6       | 5       |
| VVD                                 | 4       | 4       | 2       | 3       | 4       | 4       | 4       | 5       | 4       | 3       | 4       |
| GroenLinks                          | –       | –       | 1       | 1       | 2       | 2       | 1       | 2       | –       | 2       | 3       |
| PvdA                                | 4       | 7       | 5       | 3       | 5       | 4       | 6       | 3       | 2       | 1       | 3       |
| D66                                 | –       | –       | 2       | 2       | 1       | 1       | 1       | 2       | 4       | 2       | 2       |
| Leefbaar Etten-Leur                 | –       | –       | –       | –       | –       | –       | –       | –       | 2       | 2       | 2       |
| SP                                  | –       | –       | –       | 1       | 1       | –       | –       | –       | –       | –       | –       |
| Milieu, Natuur en Minderheidspartij | 1       | 1       | –       | –       | –       | –       | –       | –       | –       | –       | –       |
| PPR                                 | –       | 1       | –       | –       | –       | –       | –       | –       | –       | –       | –       |
| PSP                                 | 1       | 1       | –       | –       | –       | –       | –       | –       | –       | –       | –       |
| CPN                                 | 1       | 1       | –       | –       | –       | –       | –       | –       | –       | –       | –       |
| Gesamt                              | 21      | 23      | 23      | 23      | 25      | 25      | 27      | 27      | 27      | 27      | 27      |

Anmerkungen

### College van B&W
Die Koalitionsparteien Algemeen Plaatselijk Belang, CDA und VVD stellen dem College van burgemeester en wethouders jeweils einen Beigeordneten zur Verfügung. Folgende Personen gehören zum Kollegium und sind in folgenden Bereichen zuständig:
| Funktion         | Name                    | Partei                      | Ressort | Anmerkung                                                  |
| ---------------- | ----------------------- | --------------------------- | --- | ---------------------------------------------------------- |
| Bürgermeisterin  | Marina Starmans-Gelijns | VVD                         | Dienstleistung, Sicherheit und Überwachung (Koordination), Kommunikation und Behördenpartizipation, Personal und Organisation, Informationstechnik, Zusammenarbeit mit Behörden, Verwaltung und Integrität                                                   | seit dem 26. September 2023 im Amt                         |
| Beigeordnete     | Kees van Aert           | Algemeen Plaatselijk Belang | öffentliches Gebiet, Transport und Verkehr, Müll, Bildung, Sport, Umwelt und Vollstreckung, Natur und Nachhaltigkeit, Grund und Gebäude (Finanzaufsicht), Bezirksbeigeordneter für das ländliche Umland, De Keen, Etten-Leur Noord, Grauwe Polder, Banakkers | –                                                          |
| Beigeordnete     | Jan Paantjens           | CDA                         | Kultur, Erholung und Tourismus, Grund und Gebäude, Finanzen, Raumplanung und Vollstreckung, Wohnen, Bildung (Finanzaufsicht), Bezirksbeigeordneter für Hooghuis, Centrum Oost, Centrum West, Schoenmakershoek                                                | vertritt den Beigeordneten Jan van Hal (CDA) kommissarisch |
| Beigeordnete     | Martin van der Bijl     | VVD                         | Arbeitsmarkt und Beschäftigungsquote, Jugend und Vollstreckung, Gesundheit und soziale Unterstützung, Wirtschaftswesen, bezirksgezieltes Arbeiten, Bezirksbeigeordneter für De Hoge Neerstraat, De Grient, Sanderbanken, De Baai                             | –                                                          |
| Gemeindesekretär | Cor Smits               | —                           | — | seit dem 1. Januar 2019 im Amt                             |

## Persönlichkeiten
- Adriaen van Bergen († 1602) Kapitän und Schöpfer der List mit dem Turfschip van Breda
- Jan Arnouts (* 1958), Karambolagespieler und Nationalmeister
- Caspar Veldkamp (* 1964), Politiker, niederländischer Außenminister
- Arlette van Weersel (* 1984), Schachspielerin

## Sehenswürdigkeiten
Die ehemalige niederländisch-reformierte Trouwkerkje stammt aus dem Jahr 1614, die römisch-katholische Sint-Petruskerk  von 1889.
Vincent van Gogh begann in der Stadt seine Karriere als Maler. Fünf Denkmäler erinnern heute an ihn, die Geschichte dazu wird im Rahmen einer Ausstellung in der Catharina-Kirche erzählt (auch als van-Gogh-Kerk bezeichnet), in der Vincents Vater sieben Jahre lang Vikar war. Die majestätische Sommerlinde (auch De eeuwenoude Moeierboom) gegenüber der Kirche auf dem Markt war als Vertreter der Niederlande am Wettbewerb „Europäischer Baum des Jahres“ beteiligt.

## Bilder

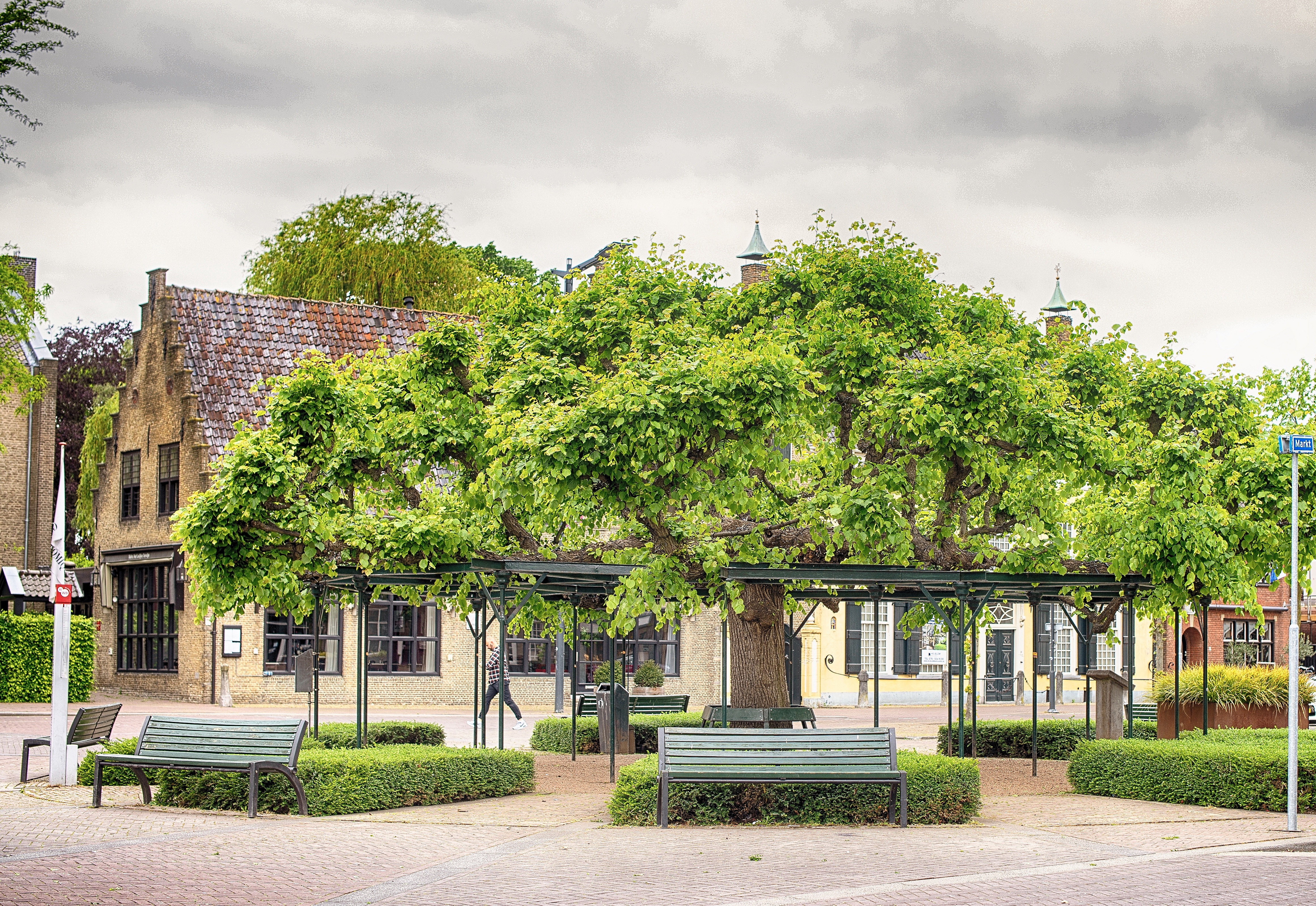
Sommerlinde auf dem Markt
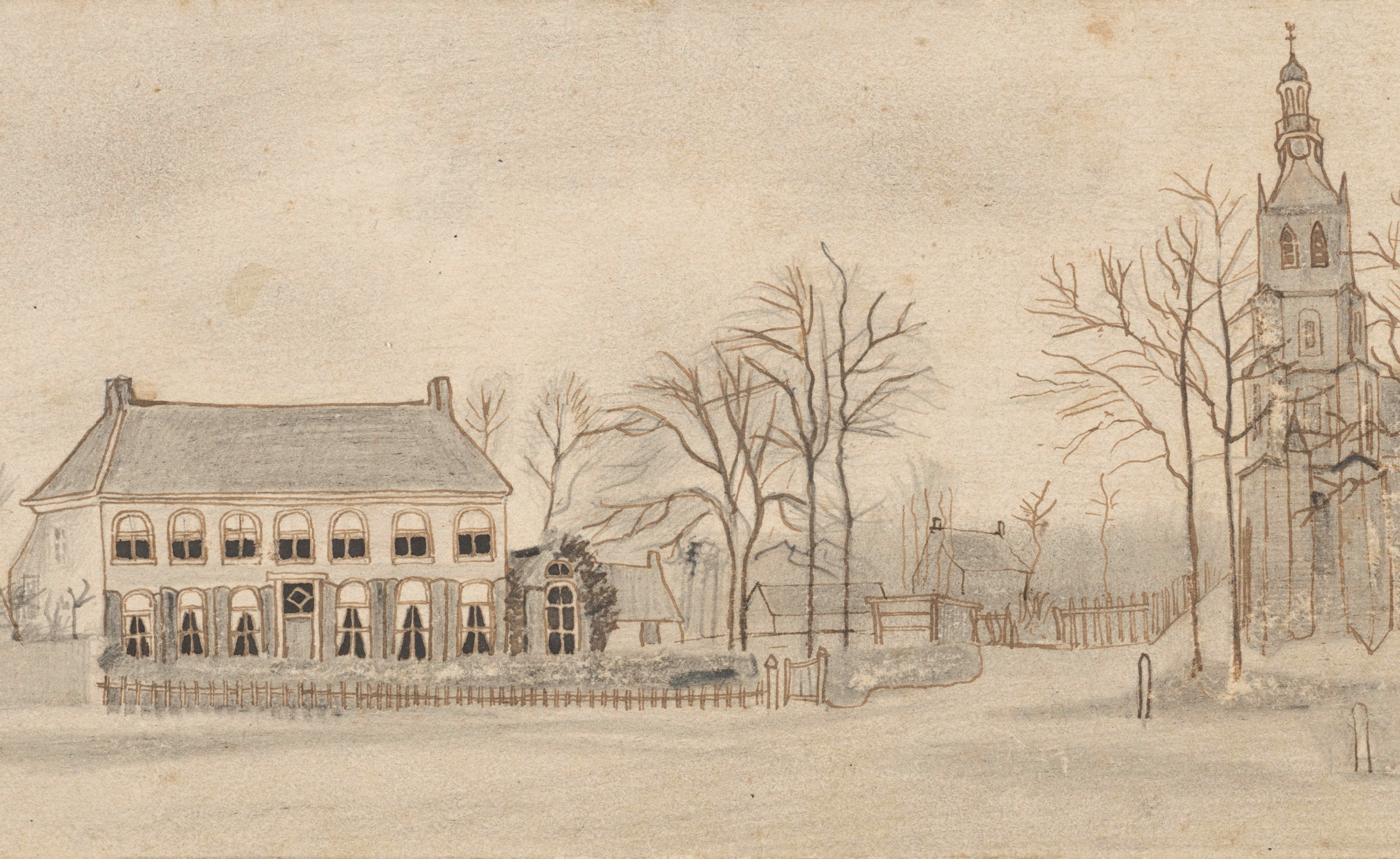
Zeichnung der Catharina-Kerk um 1876
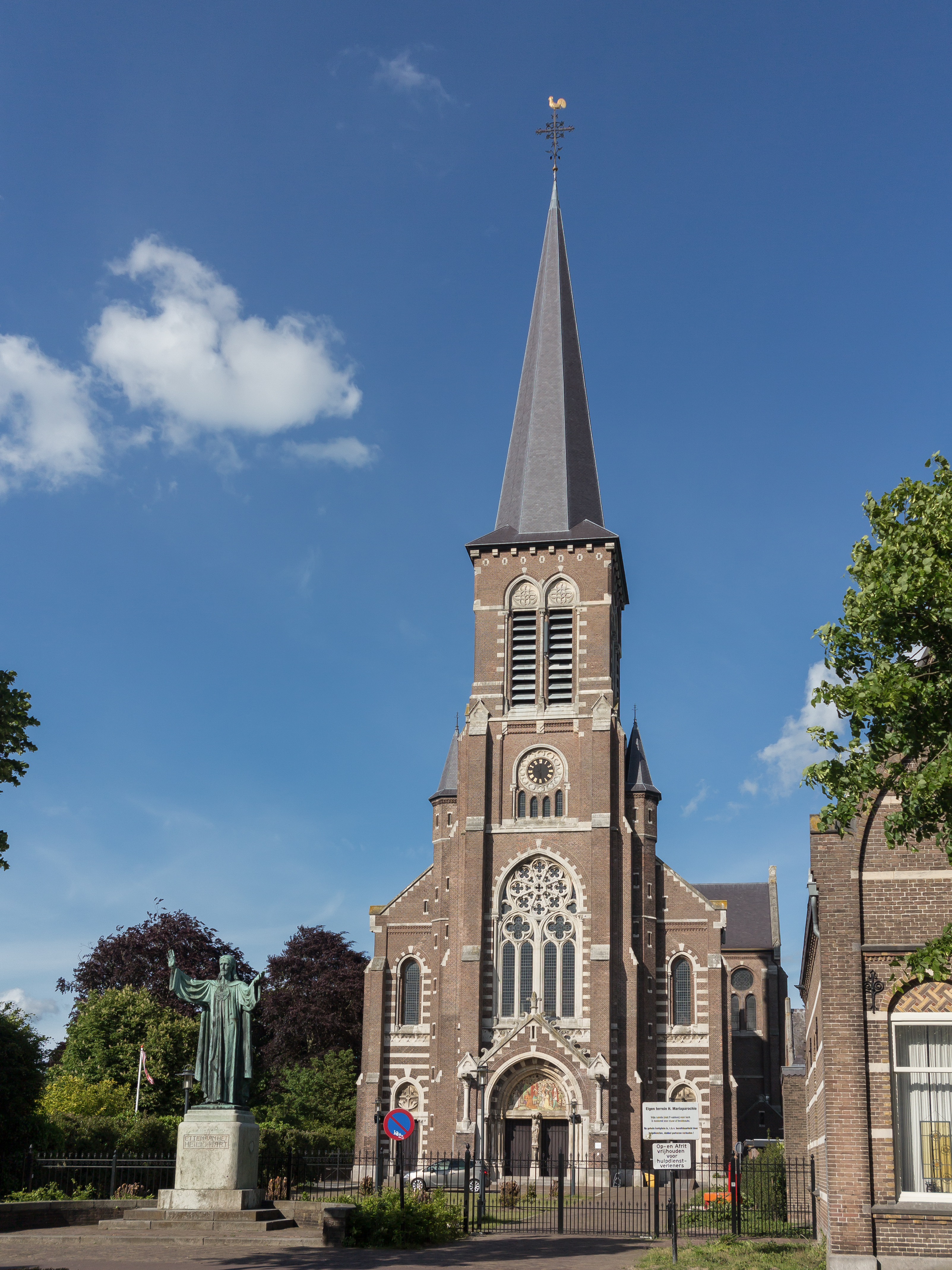
Kirche: de Sint Lambertuskerk
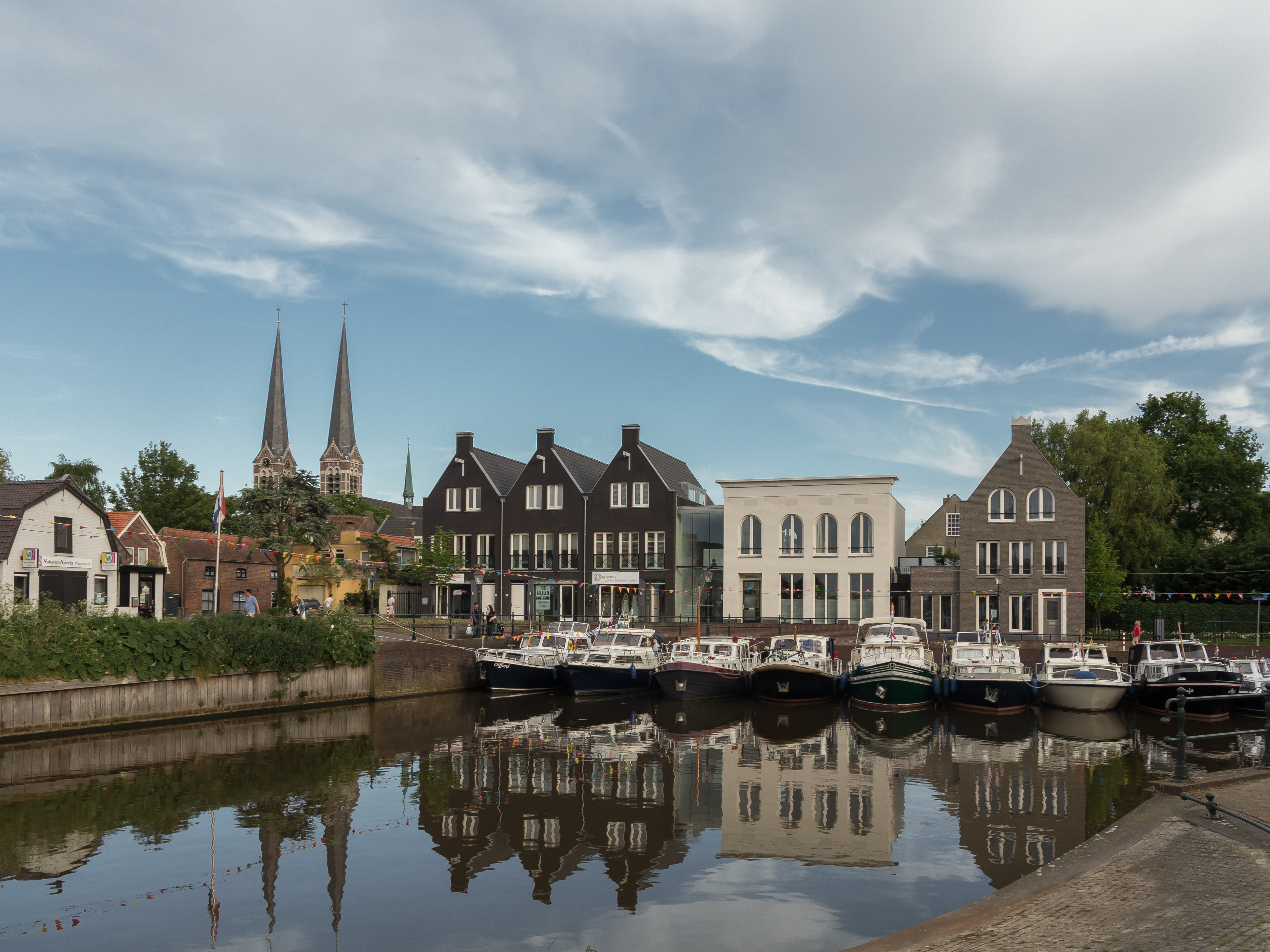
Hafen: de Leurse Haven
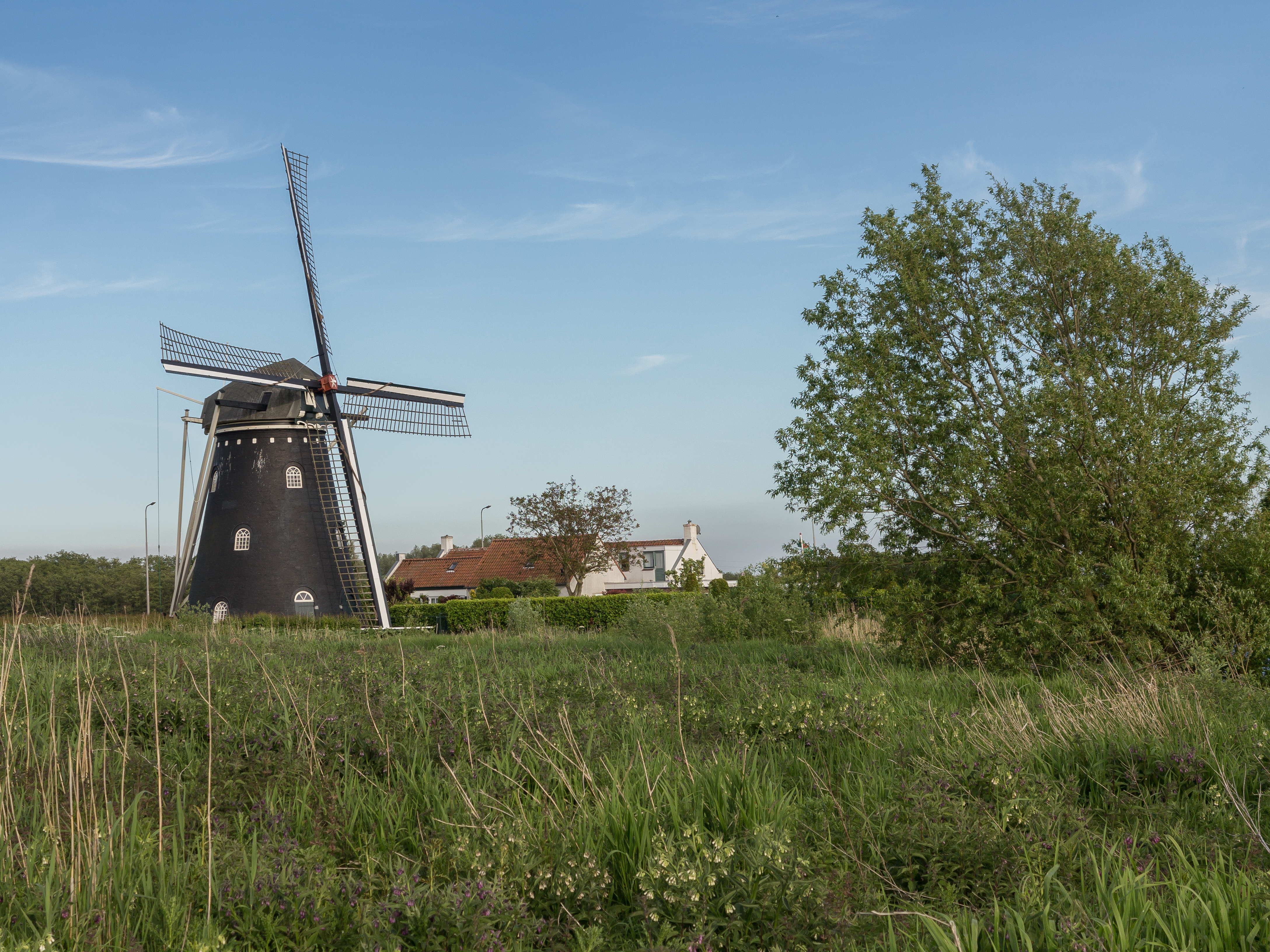
Mühle: de Zwartenbergse molen
Mühle De Lelie im Stadtviertel
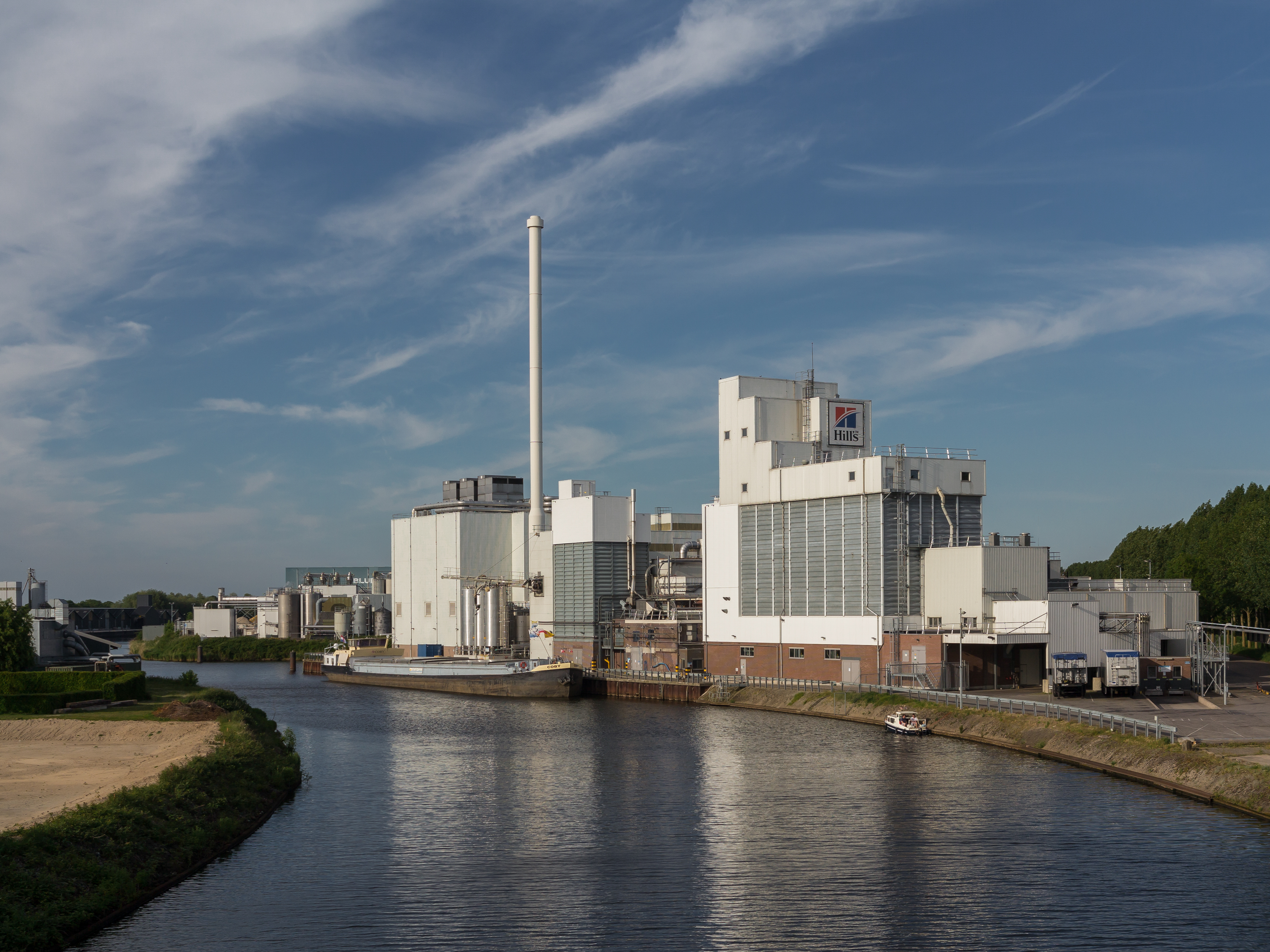
Hill’s Pet Nutrition Manufacturing BV entlang de Mark